# うちのホンカン
「うちのホンカン」は北海道放送(HBC)が制作し、TBS系「東芝日曜劇場」で1975年から1981年にかけて放送されたテレビドラマシリーズ（全6作・一話完結、各回55分）。

## 概要
主人公は北海道にある小さな町の駐在所に勤務する警察官・「ホンカン」こと河西公吉（大滝秀治）。公吉の妻・さちを八千草薫、娘の雪子は仁科明子が演じた。
大きな事件や事故が発生するわけでもなく、昔かたぎの頑固な「駐在さん」とその家族、そして地元の人々との交わりをほのぼのと、そしてペーソス感を織り交ぜて描かれている。
倉本聰の代表作のひとつとされる。

## 各作品の内容
第1作目「うちのホンカン」（1975年5月18日放送）
- 渡島管内砂原町（現・森町）の駐在所に赴任するホンカン（大滝秀治）は交通事故死ゼロを目指し邁進する。そんな中、町内でUFO目撃騒動が起こる。さち（八千草薫）や雪子（仁科明子）も騒動に乗じてしまう。砂原町内ではUFOを呼び寄せようと町民が集まり、ホンカンもそれに翻弄される中、町内の別の場所で交通事故が発生。ゼロ達成前日に交通事故死者を出してしまった。
- 第23回日本民間放送連盟賞最優秀賞受賞[2]

第2作目「ホンカンがんばる うちのホンカン-PART II-」（1975年10月19日放送）
- 支笏湖畔に赴任したホンカンは、8度目となる巡査部長昇進試験の合格を目指し邁進する。そんな中、前任地の砂原町からホンカンの娘を想う男（蟹江敬三）が支笏湖までやってくる。娘やその男、そして支笏湖畔に頻繁に出没する熊に気を取られながら、試験勉強に励むホンカンであったが、結果はまたも不合格。

第3作目「嘆きのホンカン うちのホンカン-PART III-」（1976年7月11日放送）
- 今なお支笏湖畔で仕事に励むホンカンは、夏の観光シーズンに向け、観光客の安全確保とチップ密漁の規制を目指し邁進する。そんな中、娘に彼氏（室田日出男）が出来たという。しかし娘と年が違い、さらに荒々しい感じのするこの男、しかもキャリアで自分の上司（課長）を見て、ホンカンは断固として交際を反対する。

第4作目「冬のホンカン うちのホンカン-PART IV-」（1977年3月13日放送）
- 支笏湖畔で冬を迎えたホンカンは、娘と前作で登場した男との結婚を許すことに。結婚式を翌日に控え、ホンカンは淋しさに打ちひしがれる気持ちを抑えて、娘の幸せに向けて邁進する。そんな中、ホンカン夫妻は結婚式場となるホテルに宿泊していた老作家（笠智衆）と出会い、彼に式辞を書いてもらうことにしたが、その作家は訳ありの作家であった。
- 第25回日本民間放送連盟賞優秀賞受賞[2]

第5作目「ホンカン雪の陣 うちのホンカン -PART V-」（1981年3月22日放送）
- 久々の登場となるホンカンは、日本海沿いの石狩管内厚田村（現・石狩市）に赴任する。その着任歓迎会の日、村は猛吹雪に。ホンカンは歓迎会を抜け出し、制服に着替えて外へ飛び出す。吹雪で視界がほとんどない中で交通整理をし、ドライバーの安全確保に向けて邁進する。そんな中、ホンカンは雪女（結城しのぶ）を目撃する...。

第6作目「ホンカン仰天す うちのホンカン -PART VI-」（1981年12月27日放送）
- タコ漁の最盛期を迎えた厚田村。そこに「心の日」と題し、老人たちに無償で寿司を提供する寿司屋がある。その寿司屋を切り盛りする兄弟や明るい村民とホンカンとの交流を描く。
- 第30回日本民間放送連盟賞優秀賞受賞[2]

## 主なキャスト
オープニングではキャストの劇中名は表記されないが、のちに出版されたシナリオ本に一覧がある。
- 河西公吉（ホンカン）：大滝秀治
- 河西さち：八千草薫
- 河西雪子：仁科明子（第1-4作）
- 浜口広介（ゴルフ場従業員）：蟹江敬三（第1・2作）
- 山口寛次（漁師）：藤岡弘（第1作）
- 板垣豪介（刑事課長、雪子の夫となる男）：室田日出男（第3・4作）
- 加東（釧路署に転勤した元同僚）：中条静夫（第3作）
- 木村音彦（作家・庄村渉を騙る詐欺師）：笠智衆（第4作）
- 雪女：結城しのぶ（第5作）
- 牧野よね（老婆）：鈴木光枝（第5作）
- 松下源三（濃昼<ごきびる>の松下）：大久保正信（第5作）
- 前田（厚田村役場職員）：北川陽一郎（第5作）
- 西川（厚田村役場職員、前田の同行者）：小林秀治（第5・6作）
- 木谷（北海道開発局除雪センター職員）：桝田徳寿（第5作）
- 入川：山根義昭
- 六介（寿し六主人）：上條恒彦（第6作）
- 和子（寿し六主人の妹）：藤谷美和子（第6作）
- 森井老人（元漁師の老人）：加藤嘉（第6作）

## 主なスタッフ
- 原作・脚本：倉本聰
- プロデューサー：甫喜本宏（第1作）、守分寿男（第2 - 6作）[3]
- 音楽：広瀬量平
- 美術：菅原陽一、赤羽真純
- 技術：川島国男、矢萩勲
- 演出：守分寿男（第1・2作）、小西康雄（第3・4作）、長沼修（第5・6作）
- 制作著作：北海道放送

## その他
CS放送（TBSチャンネル・日本映画専門チャンネル）で放送されているほか、TBSオンデマンドにてシリーズ全作品の配信も行われている。
2013年3月6日には、北海道放送よりシリーズ全6作を収録した2枚組DVDが発売された（販売元：ポニーキャニオン）。